# Impatiens platyceras
Impatiens platyceras là một loài thực vật có hoa trong họ Bóng nước. Loài này được Maxim. mô tả khoa học đầu tiên năm 1890.